# Партія Сергія Суханова
Партія Сергія Суханова (попередні назви: «Ро́діна», «Прогресивно-Демократична партія України», «Нова генерація України») — українська політична партія зі штаб-квартирою в Дніпрі. Голова партії — Сергій Суханов. Заснована 25 липня 1999 році як Партія «Нова генерація України».

## Історія

### «Нова генерація України», «Прогресивно-Демократична партія України»
13 грудня 1999 року партія зареєстрована у Мін'юсті як «Нова генерація України», згодом перейменована на «Прогресивно-демократичну партію України».

### Родіна
У 2008 році ставши на чолі партії, її новий лідер Ігор Марков змінив назву партії на «Родіну». На думку деяких українських ЗМІ лідер партії Марков у минулому був одеським кримінальним авторитетом під прізвиськом «Марадона» та «Челентано».
В політраду партії також входили представники різних проросійських організацій Одеси, які раніше співпрацювали з Прогресивно-Соціалістичною Партією, але вирішили підтримати «Родіну», а не ПСПУ через популістичність Наталії Вітренко. Після Революції гідності більшість керівництва партії, включно з Марковим, втекло від українських правоохоронців в Росію.

### Партія Сергія Суханова
28 березня 2020 року головою партії став Сергій Суханов, який 10 серпня змінив назву партії на «Партію Сергія Суханова», та переніс штаб-квартиру в м. Дніпро.

## Скандали
Діяльність партії пов'язана із цілою низкою скандалів.

### Проблеми з реєстрацією партії
Міністерство юстиції України за поданням СБУ перевірило законність реєстрації партії «Родина». Було встановлено, що сьомий (позачерговий) з'їзд Прогресивно-демократичної партії України від 20 серпня 2008 року, на якому було утворено партію «Родина» відбувся із значними порушеннями законодавства, але 14 грудня статус партії був відновлений.

### Інші скандали
У пресі повідомлялось про напад активістів партії на співробітників СБУ, участь у гучних антиукраїнських акціях, фінансування партії генеральним консульством Росії в Одесі. Партія згадувалась у зв'язку із загадковим самогубством віцеконсула Росії Ігоря Цвєткова, який був відповідальним за фінансування партії. У 2009 році правоохоронці затримали лідера партії Ігоря Маркова за звинуваченням в побитті членів партії «Свобода» під час мітингу, що проходив 2 вересня 2007 року поблизу будівлі Одеської обладміністрації.

## Ідеологія партії

### Проросійська ідеологія партії (Родіна)
Станом на 2013 рік «Родіна» було однією з 14 найбільших проросійських партій України. Керівництво виступає за федералізацію України, інтеграцію з Росією, Білоруссю та Казахстаном в єдине політично-економічне ціле, зрівняння в правах російської мови з українською, підтримку УПЦ МП.